# Giovanni Bruzzo (historietista)
Giovanni Bruzzo (Génova, Italia, 26 de mayo de 1961) es un dibujante de cómic italiano.

## Biografía
Con sólo 17 años, empezó a trabajar para el estudio "Immagini e Parole" de Turín, ilustrando el álbum de cromos de Goldorak. Su debut en el mundo de la historieta se produjo en 1980, cuando dibujó para el equipo Staff di If algunos cómics de Oltretomba, Storie blu, La Bancarella y 1984, y para las ediciones italianas de Mad y Creepy, realizando portadas e ilustraciones. Además, para la editorial Adelfo Editore dibujó Submission y Violence.
Desde 1984 a 1986 colaboró con la editorial Primo Carnera, dibujando para las revistas Frigidaire y Tempi Supplementari. Posteriormente, trabajó para la revista L'Intrepido. En 1995 comenzó su colaboración con la editorial Bonelli, para la que realizó episodios de Mister No, Dampyr, Brad Barron y Tex.